# За Боснию и Герцеговину (партия)
Партия за Боснию и Герцеговину (босн. Stranka za Bosnu i Hercegovinu) — либерально-консервативная партия в Боснии и Герцеговине, возглавляемая Харисом Силайджичем и пользующаяся поддержкой преимущественно этнических боснийцев.

## История
Партия была основана в 1996 году. Она выступает за ревизию Дейтонского соглашения и централизацию Боснии и Герцеговины. Партия позиционирует себя как многоэтническую, демократическую и находящуюся выше разделения по признакам «левая — центристская — правая».

## Участие в выборах
На последних парламентских выборах 3 октября 2010 года партия получила 86 586 голосов и 2 депутатских мандата в Палате представителей Парламентской Скупщины — 73 946 (7,25%) голосов и 2 мандата в Федерации Боснии и Герцеговины и 12 640 (2,03%) и 0 мандатов в Республике Сербской. На прошедших одновременно президентских выборах лидер партии Харис Силайджич занял третье место по боснийскому списку, получив 117 168 (25,1%) голосов. Партия также собрала 78 086 (7,63%) голосов и 9 депутатских мандатов (из 98) на прошедших одновременно выборах в Парламент Федерации Боснии и Герцеговины.